# Дилгопол (община)
Дилгопол (болг. Община Дългопол) — община у Болгарії. Входить до складу Варненської області. Населення становить 13 972 особи (станом на 1 лютого 2011 р.). Адміністративний центр громади — однойменне місто.